# Ksanti (stacja kolejowa)
Ksanti (grecki: Σιδηροδρομικός Σταθμός Ξάνθης) – stacja kolejowa w Ksanti, w regionie Macedonia Wschodnia i Tracja, w Grecji. Położona jest na obrzeżach miasta. Stacja rozpoczęła swoją działalność w 1900 roku i jest obsługiwana przez pociągi dalekobieżne OSE między Salonikami i Aleksandropolis.

## Linie kolejowe
- Saloniki – Aleksandropolis − linia niezelektryfikowana i jednotorowa